# استخر بازتابی

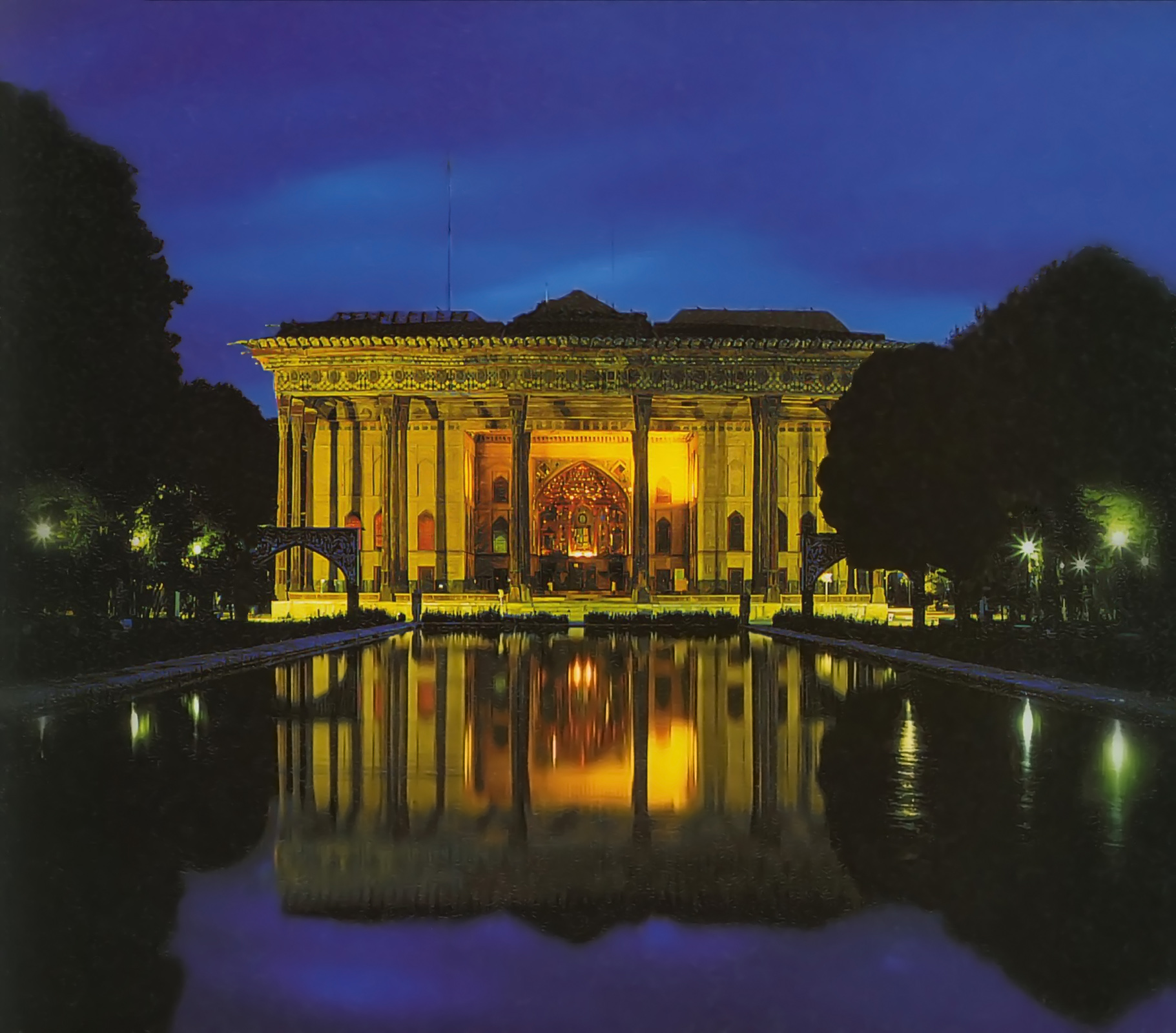
چل‌ستون، نامی که با نظر به ستون‌های بیستگانه سازه و بازتابش تصویر آن در استخر بر این کوشک کاخی نهاده شده

استخر بازتابی، استخری ست که در سازه‌های بزرگ چون عمارت‌های باغی، بوستان‌ها، کاخ‌ها، یا هر جای دیگر برای بازتاب تصویر سازه و به هدف افزایش جلوه شکوه و زیبایی سازه ساخته می‌شود. این استخرها از آنجا که کارایی اشان بازتاباندن است. ازین رو، هیچ فواره‌ای در آن‌ها جای پیدا نمی‌کند تا بالاترین شفافیت را همواره برای بازتاب زمینه‌شان دارا باشند. استخر بازتاب الگوی خود را از حوض بازتاب در باغ ایرانی برگرفته‌است و در مغرب زمین گسترش یافته‌است. نمونه برجسته این حوض‌های بازتاب را می‌توان در عمارت چهل ستون اصفهان پیدا کرد.

## ساختار

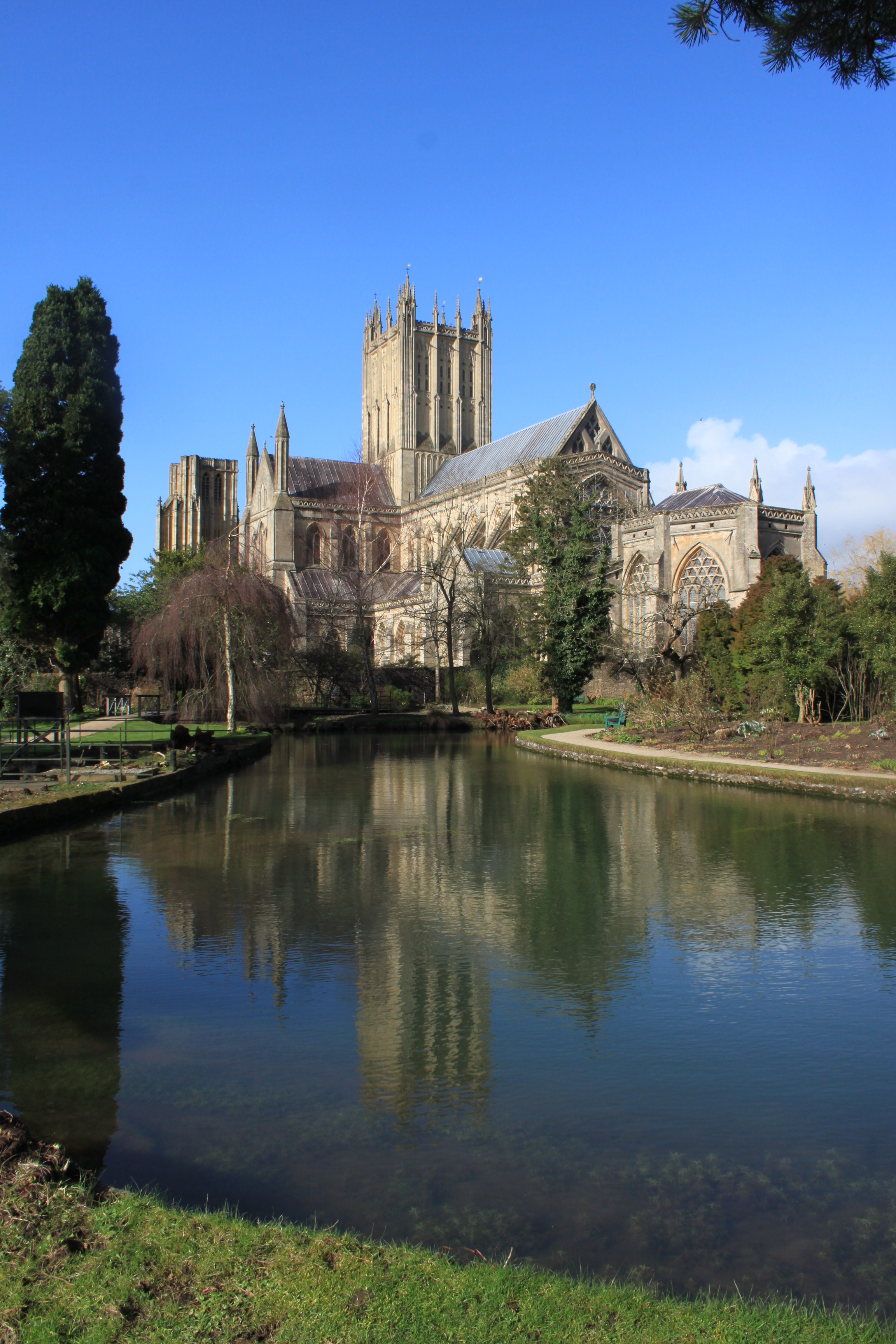

این استخرها در اندازه‌های گوناگون و ساختارهای هندسی گوناگون ساخته می‌شوند. با این همه مهم‌ترین ویژگی در استخرهای بازتاب بزرگی آنهاست. چه استخر بازتاب اگر از اندازه خاصی کوچکتر شود و همزمان با شکل هندسی منظمی بهم آمده باشد به حوض بازتاب بدل می‌شود. از حوض بازتاب به‌طور خاص در فضای درونی سازه‌ها به خاطر محدودیت بهره برده می‌شود که شاهکار آن را می‌توان در عمارت تابستان‌نشین باغ دولت‌آباد یزد مشاهده کرد. استخر بازتاب از آنجا که بسیار بزرگ و گسترده می‌تواند باشد از این‌رو می‌تواند موج‌خیز شود. برای برطرف کردن این بغرنج در استخرهای بازتاب میانه استخر را اندکی کم‌گودتر از کناره‌های استخر می‌سازند. این ویژگی موجب شکستن موج می‌شود.

## نمادشناسی بازتاب تصویر در حوض و استخر در معماری ایرانی
آب خود یکی از آخشیگ‌های چهارگانه سازنده گیتی ست. از آنجا که آخشیگ‌ها همگی سپنتا (مقدس) بوده‌اند ایرانیان می‌کوشیدند به شکلی پیوند خود را به این عناصر نگه داشته و آن را آشکار کنند. نمادپردازی یکی از راه‌های نمایاندن و آشکار ساختن پیوند به آخشیگ‌ها بوده‌است. پیوندی که همواره با آزرم و پاسداشت و ارج نهادن همراه بوده‌است. یکی از بسترهای کارامد برای به نمایش درآوردن پیوندهای فرهنگی به آخشیگ‌ها معماری بوده‌است. در واقع معماری شایان‌ترین زمینه را برای پرداختن به این نمادها فراهم می‌آورده‌است. از کارشیو کلی گرفته تا ساختمایه‌های برهم آورنده سازه، پیاده کردن ظرافت‌های هنری در قالب آجرچینی، کاشیکاری، گچبری، آینه کاری و به‌طور کلی هر گونه آمود در سازه و در نهایت نسبتی که کالبد سازه با آیین‌های دینی که برپایه پاسداشت آخشیگ‌ها بوده برقرار می‌کرده‌است. آب در این میان آخشیگی بسیار مهم به‌شمار می‌رود که از آنجا که رونده و سیال است از دیرباز برآسای نمادی برای پاکی بخشی شناخته می‌شده‌است. استخر یا حوض که بخشی انکار ناپذیر در سازه بود همواره به بهترین شکلی می‌توانست این امکان را برای دسترسی بیدرنگ به این عنصر پاکی آفرین فراهم کند. شکل کامل این طلب پاکی از آب در آیین دست‌نماز یا وضو نمود دینی می‌یابد که از دوران‌های پیش از اسلام در آیین‌های زرتشتی رواج داشته‌است. این چنین است که استخر و حوض رفته رفته در جای یکی از ارکان و پاربُن‌ها در سازه ایرانی جایگاهی آیینی نمادین به خود می‌گیرد.
اما جدای از خود آب، بازتاب تصویر در آینه غماز آب حوض یا استخر همواره در معماری ایرانی نمادهای گوناگونی را می‌نمایاند؛ برای نمونه بازتاب تصویر لرزان و اندک مات سازه درون حوض، همواره نمادی از ناپایداری زندگی گذرا بوده‌است و همیشه در خود گوشزدی داشت برای پرهیز از وابستگی و دلبستگی به خوشی‌های نامانای زندگی. همچنین این بازتاب به ویژه هنگامی که در برابر کوشکی باشکوه و درختان سرسبز دوسوی آن قرار می‌گرفت جلوه‌ای از بهشت برین را در چشم هر بیننده‌ای باز می‌نمود و اینچنین بر چهره رو به والایش و کمال زندگی خاکی نقش نمادین می‌زد. حوض و استخر با بازتاب تصویر آسمان در خود همچنین نمادی از یگانگی آسمان و زمین یا همان مینو و گیتی بود. این معنا ریشه در آموزه تخلیه و پیکرینگی کامل مینو در گیتی دارد که در فرجام یگانگی آن دو را در پی خواهد داشت و در روزگار پسین یا آخرالزمان به سرانجام خواهد رسید.